# Лиса Уингейт
Лиса Уингейт (на английски: Lisa Wingate) е американска писателка на произведения в жанра любовен роман и драма като вдъхновяваща християнска литература.

## Биография и творчество
Лиса Уингейт е родена през 1965 г. в Германия. Баща ѝ е компютърен експерт, а майка ѝ е възпитател. Отраства в Нортборо, Масачузетс, и Тълса, Оклахома. От малка желае да бъде писателка. Завършва Държавния университет на Оклахома с бакалавърска степен по английски език и журналистика.
След дипломирането си работи като технически писател, журналист и автор на учебна програма за държавния технически отдел в Оклахома.
През 1988 г. се омъжва за учителя по природни науки и тексаски фермер Самюъл Уингейт. Имат двама сина. Живеят в различни градове на Тексас преди да се заселят в Мена, Арканзас.
Първият ѝ роман „Tending Roses“ от едноименната поредица е публикуван през 2001 г. Книгата става бестселър и я прави известна.
През 2016 г. е издаден романът ѝ „Преди да станем твои“. Дванайсетгодишната Рил Фос и по-малките ѝ сестри и братче са отвлечени в дом за сираци. Години по-късно федералната прокурорка Ейвъри Стафорд научава неудобни тайни за семейството. Книгата е вдъхновена от скандална истинска история за отвличане и продажба на деца от собственика на дом за сираци в Тенеси. Книгата става международен бестселър.
Произведенията на писателката са удостоени с редица награди, включително наградата на „Goodreads“ за романа „Преди да станем твои“, наградата „Карол“ и Националната награда на гражданите за насърчаване на по-голяма доброта и любезност в американския живот.
Извън писателската си дейност чете лекции като мотивационен говорител и преподава в неделното училище.
Лиса Уингейт живее със семейството си в ранчо в Арканзас.

## Произведения

### Самостоятелни романи
- Before We Were Yours (2016)
Преди да станем твои, изд.: ИК „Бард“, София (2017), прев. Цветана Генчева

### Серия „Отглеждане на рози“ (Tending Roses)
1. Tending Roses (2001)
2. Good Hope Road (2003)
3. The Language of Sycamores (2005)
4. Drenched in Light (2006)
5. A Thousand Voices (2007)

### Серия „Окръг Тексас Хил“ (Texas Hill Country)
1. Texas Cooking (2003)
2. Lone Star Cafe (2004)
3. Over the Moon at the Big Lizard Diner (2005)

### Серия „Блу Скай Хилс“ (Blue Sky Hills)
1. A Month of Summer (2008)
2. The Summer Kitchen (2009)
3. Beyond Summer (2010)
4. Dandelion Summer (2011)

### Серия „Ежедневно, Тексас“ (Daily, Texas)
1. Talk of the Town (2008)
2. Word Gets Around (2009)
3. Never Say Never (2010)

### Серия „Езерото Мозес“ (Moses Lake)
1. Larkspur Cove (2011)
2. Blue Moon Bay (2012)
3. Firefly Island (2013)
4. Wildwood Creek (2014)

### Серия „Хрониките на Каролина“ (Carolina Chronicles)
1. The Prayer Box (2013)
2. The Story Keeper (2014)
3. The Sea Keeper's Daughters (2015)

- The Sea Glass Sisters (2013) – новела
- The Tidewater Sisters (2014) – новела
- The Sandcastle Sister (2015) – новела
- Sisters (2016) – сборник разкази